# サ行変格活用
サ行変格活用（サぎょうへんかくかつよう）とは、日本語の口語文法および文語文法における動詞の活用の型の一つである。
活用語尾が五十音図のサ行の音をもとにして変則的な変化をする。サ行変格活用を略して「サ変（活用）」とも言う。
サ行変格活用の動詞としては、「する」（文語では「す」）とその複合語がある。文語の「おはす」もサ行変格活用である。
口語（現代語）のサ変動詞の語尾変化は、原則としてサ変動詞「する」と同じである。
ただし、語幹が一字漢語（音読みの漢字一字）の場合や、語尾が「ずる」(連濁) の場合など、例外がある。
非母語話者を対象にした日本語教育においては、動詞活用を区分するうえで、サ行変格活用とカ行変格活用を合わせて｢グループ3｣と呼ぶことがある。

## サ変動詞の構成
サ変動詞の多くは、漢語の名詞に「する」が付いた複合語である。
この他、外来語を語幹とするもの（例：「キャッチする」）、和語の名詞＋「する」の形のもの（例：「早起きする」）、擬態語や副詞に「する」が付いた形のもの（例：「はっきりする」「どきどきする」）がある。「達する」「全うする」など、「する」の前の部分（語幹）が単独では単語として使われない形のものもある。
歴史的には、形容詞連用形と「す」を複合した「重くす」「全くす」なども見られたが、現在の口語では「全うする」など語形の変化した形を除けば用いられない。
「する」を付けることでサ変動詞となる名詞は、古くは動作性の名詞だけであった。近年は「煙草する」「お茶する」「学生する」「OLする」「青春する」「グルメする」「哲学する」「科学する」のように物や身分や抽象理念を表す名詞に「する」の付いた形も用いられることもある。
コンピュータの漢字変換ソフトウェアでは、後ろに「する」を続けることができる動作性の名詞を「サ変名詞」「ザ変名詞」などに分類し、ユーザによる辞書登録時もこれらを指定できるものがある。

## 基本的なサ行変格活用

### 口語
- 未然形： し（-ない、-よう）、せ（-ず）、さ（-れる、-せる）
※ 「せ」形に「られる」「させる」が付くこともある[1]。
- 連用形： し
- 終止形： する
- 連体形： する
- 仮定形： すれ
- 命令形： しろ、せよ

### 文語
- 未然形： せ
- 連用形： し
- 終止形： す
- 連体形： する
- 已然形： すれ
- 命令形： せよ

## 語尾が濁音の場合 （連濁）
「論ずる」「重んずる」のように、語尾が濁音となっているサ変動詞もある。ザ行で活用することになるが、この場合もサ行変格活用と呼ばれる。
これらの語では、サ変型の活用形（上記 #基本的なサ行変格活用 の１音目を濁音化したもの）の他に、ザ行上一段活用の活用形も使われている（例えば、「論ずる」に対する「論じる」）。

## 活用のゆれ
- 語幹が一字漢語の場合において、促音・撥音・長音がないとき[3]は五段活用の活用形、語によっては上一段活用の活用形も使われている[4][2]。
- 助動詞「(ら)れる」が付く場合に 3種類の未然形のうちどの形にするかという選択傾向も語によって異なる。現代では単独の「する」を含め多くのサ変動詞では通常「-される」となるが、一部の語においては「-せられる」の形が現代でもよく使われる[5][3]。 例：「罰せられる」「察せられる」
- 活用語尾が濁音の語

### 変化の傾向
「愛する」・「解する」などの活用（口語）は、五段活用（「愛す」「解す」など）になる傾向にある。また「論ずる」・「感ずる」・「信ずる」などは、文語の上二段活用に似ていて、上二段活用のように上一段活用になる傾向（「論じる」「感じる」「信じる」など）にある。

## 活用の揺れがある例

### 発する（口語）
ここでは、五段活用の「発す」の活用形と見なせる形も合せて示している（#印）。
さらに、△印は上一段活用と見なせる形だが、“規範的”な形なのかは不明。
語幹：発（はっ）
- 未然形： 
-し（-ない、-よう、-させる△、-られる△、-ず△[要検証 – ノート]）、
-せ（-ず、-られる、-させる、-よう[要検証 – ノート]）、
-さ（-ない#、-ず#、-せる、-れる）、　-そ(-う)#
- 連用形： -し
- 終止形： -する、-す#
- 連体形： -する、-す#
- 仮定形： -すれ、-せ#
- 命令形： -しろ、-せよ、-しよ△[要検証 – ノート]

### 愛する（口語）
ここでは、五段活用の「愛す」の活用形と見なせる形も合せて示している。
語幹：愛（あい）
- 未然形： -し（-ない、-よう）、-せ（-られる）、 -さ（-ない、-ず、-れる、-せる）、 -そ(-う)
- 連用形： -し
- 終止形： -する、-す
- 連体形： -する、-す
- 仮定形： -すれ、-せ
- 命令形： -しろ、-せよ、-せ

### 信ずる（口語）（連濁）
ここでは、上一段活用の「信じる」の活用形と見なせる形も合せて示している。
語幹：信（しん）
- 未然形： -じ（-ない、-よう、-ず、-させる、-られる）、 -ぜ（-ず、-られる、-させる）
- 連用形： -じ
- 終止形： -ずる、-じる
- 連体形： -ずる、-じる
- 仮定形： -ずれ、-じれ
- 命令形： -じろ、-じよ、-ぜよ